# Ken Flaton
Ken Flaton (New York, 28 giugno 1940 – Henderson, 7 novembre 2004) è stato un giocatore di poker statunitense.

## Poker
Flaton ha vinto un braccialetto delle WSOP nel 1983 nel torneo $1,000 Seven-card stud. È arrivato altresì a premio nel torneo $10,000 No Limit Hold'em Main Event del 1986 (28°°), in quello del 1988 (23°), nel 1990 (31°) e nel 1997 (18°). 
Nel 1996 ha inoltre vinto il torneo United States Poker Championship e ha gareggiato nel WPT.
Flaton morì per arresto cardiaco il 7 novembre 2004 al St. Rose Dominican Hospital – Siena Campus, all'età di 64 anni, dopo una lunga malattia dovuta ad un cancro ai polmoni, pur non essendo un fumatore. Lasciò la moglie Crystal e il figlio Aaron.
Le sue vincite totali nei tornei live ammontano ad almeno $2,500,000, di cui $561,025 grazie ai suoi 38 piazzamenti a premio alle WSOP.

## Soprannome
Flaton è stato ribattezzato Skyhawk da Stu Ungar dopo che, in un torneo di poker, vide Flaton allargare le braccia per poi raccogliere il piatto, commentando la mano dicendo che "Flaton piombò sulle chip come uno Skyhawk".